# São Léo Open 2024
Il São Léo Open 2024 è stato un torneo maschile di tennis professionistico. È stata la 4ª edizione del torneo, facente parte della categoria Challenger 75 nell'ambito dell'ATP Challenger Tour 2024, con un montepremi di 82 000 $. Si è giocato dal 25 al 31 marzo 2024 sui campi in terra rossa del São Leopoldo Tênis Clube di São Leopoldo, in Brasile.

## Partecipanti

### Teste di serie
| Nazionalità | Giocatore               | Ranking* | Testa di serie |
| ----------- | ----------------------- | -------- | -------------- |
| Perù        | Juan Pablo Varillas     | 95       | 1              |
| Brasile     | Thiago Monteiro         | 110      | 2              |
| Argentina   | Camilo Ugo Carabelli    | 112      | 3              |
| Brasile     | Felipe Meligeni Alves   | 134      | 4              |
| Argentina   | Román Andrés Burruchaga | 161      | 5              |
| Argentina   | Genaro Alberto Olivieri | 185      | 6              |
| Francia     | Geoffrey Blancaneaux    | 220      | 7              |
| Portogallo  | Gonçalo Oliveira        | 224      | 8              |
| Brasile     | Gustavo Heide           | 225      | 9              |

* Ranking al 18 marzo 2024.

### Altri partecipanti
I seguenti giocatori hanno ricevuto una wild card per il tabellone principale:
- Mateus Alves
- Daniel Dutra da Silva
- Daniel Vallejo

I seguenti giocatori sono entrati in tabellone come alternate:
- Bogdan Bobrov
- Orlando Luz
- Carlos Sánchez Jover

I seguenti giocatori sono passati dalle qualificazioni:
- Lorenzo Joaquín Rodríguez
- Kaichi Uchida
- Daniel Cukierman
- Juan Bautista Torres
- Emilio Gómez
- Bruno Kuzuhara

Il seguente giocatore è entrato in tabellone come lucky loser:
- Gonzalo Villanueva

## Punti e montepremi
| Torneo    | Torneo              | V     | F     | SF    | QF    | 2T    | 1T  | Q | Q2  | Q1  |
| Singolare | Punti               | 75    | 44    | 22    | 12    | 6     | 0   | 4 | 2   | 0   |
| Singolare | Premi in denaro ($) | 9 880 | 5 820 | 3 450 | 2 000 | 1 165 | 720 | – | 360 | 185 |
| Doppio    | Punti               | 75    | 44    | 22    | 12    | –     | 0   | – | –   | –   |
| Doppio    | Premi in denaro ($) | 4 250 | 2 450 | 1 480 | 880   | –     | 500 | – | –   | –   |

## Campioni

### Singolare
Daniel Vallejo ha sconfitto in finale  Enzo Couacaud con il punteggio di 6–3, 6–2.

### Doppio
Marcelo Demoliner /  Orlando Luz hanno sconfitto in finale  Liam Draxl /  Alexander Weis con il punteggio di 7–5, 3–6, [10–8].